# Quatuor Hermès

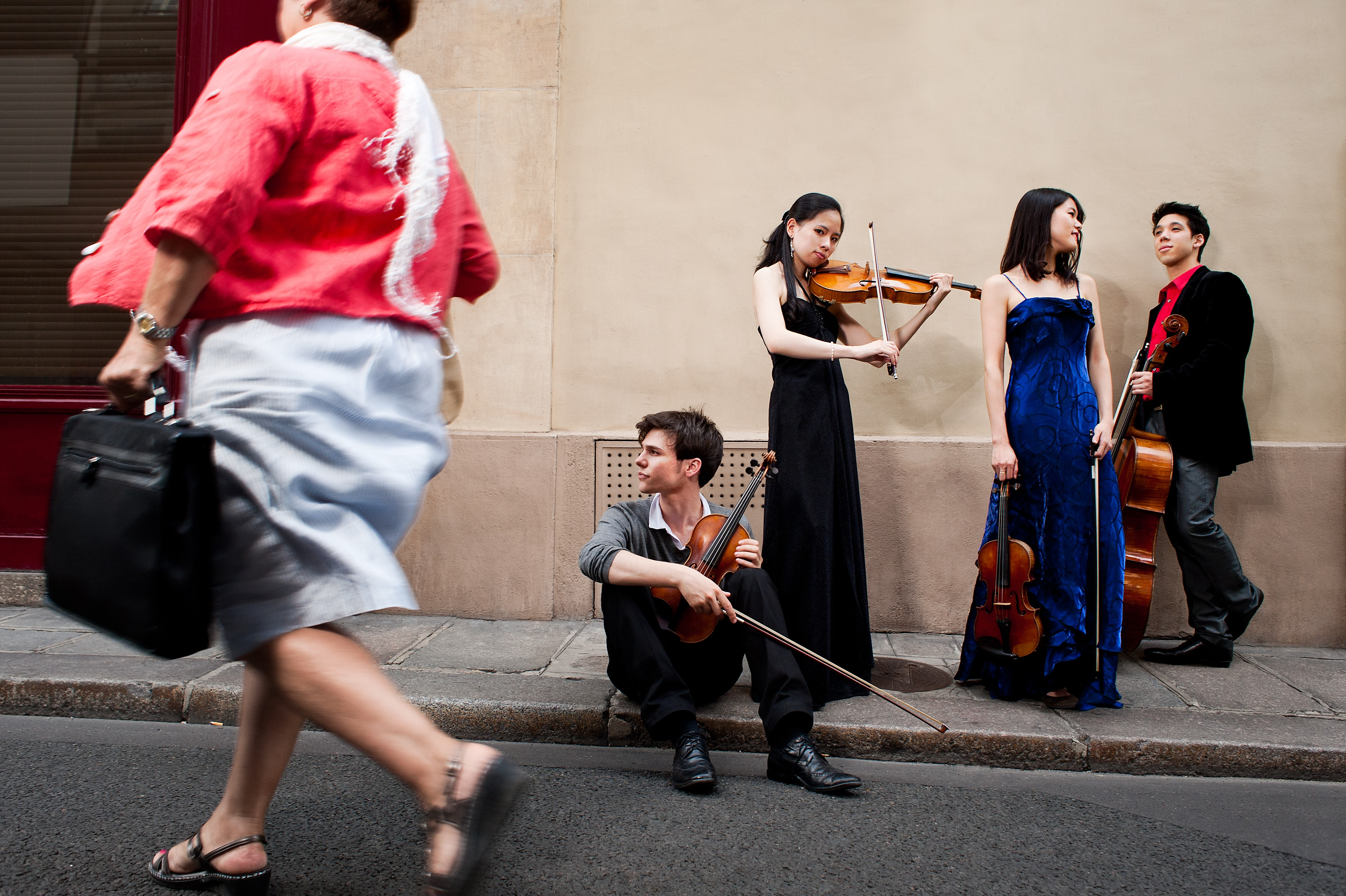
Quatuor Hermès

Das Quatuor Hermès ist ein 2008 gegründetes Streichquartett aus Frankreich. 

## Entwicklung
Die Gründungsmitglieder waren Omer Bouchez und Elise Liu (Violinen), Yung-Hsin Chang (Bratsche) und Anthony Kondo (Violoncello). Als Absolventen des Conservatoire national supérieur de musique et de danse de Lyon fanden sie sich 2008 zusammen. Sie spielen Instrumente von Carlo Tononi und David Tecchler aus dem frühen 18. Jahrhundert. Die ersten CDs brachten Streichquartette von Haydn, Beethoven und Schumann. Alfred Brendel sah das Ensemble vor einer großen Zukunft. Zu Brendels Beerdigung 2025 spielte das Quartett Schubert, Beethoven und Haydn.
Im Oktober 2019 schied Cellist Anthony Kondo aus; seitdem ist Yan Levionnois Mitglied des Quartetts.

### Anerkennung
Das Quartett war auf Tourneen in Europa, Asien (China, Japan, Taiwan) und Südamerika, in den Vereinigten Staaten und den Vereinigten Arabischen Emiraten, in Marokko, Ägypten und Kasachstan. Es konzertierte in der Cité de la musique, in der Accademia Filarmonica und auf France Musique. Regelmäßig werden die Musiker zu den großen Festivals eingeladen – in Frankreich zu den Flâneries musicales de Reims, dem Montpellier Festival, dem Festival de musique du Périgord Noir und dem Festival international de musique de Colmar. In Europa kommen dazu das Cheltenham Music Festival, die Festspiele Mecklenburg-Vorpommern und Musikfeste in Krzyżowa, Mantua und Lockenhaus. Regelmäßig in die Vereinigten Staaten eingeladen, tritt das Quartett im John F. Kennedy Center for the Performing Arts oder in der Carnegie’s Zankel Hall auf.

### Preise
Das Quatuor Hermès hat zahlreiche renommierte Preise erhalten: Révélation Musicale de l’Année des Kritikerpreises 2014/15; den Nordmetall-Ensemble-Preis 2013, mit dem jeweils das beste junge Ensemble der Festspiele Mecklenburg-Vorpommern ausgezeichnet wird. Wichtige Preise davor waren u. a. jeweils der 1. Preis beim Concours de Genève (2011), beim Wettbewerb der FNAPEC 2010 (eine Auszeichnung der Konservatorien und Musikhochschulen in Frankreich) und beim Internationalen Kammermusikwettbewerb in Lyon 2009. Entscheidend für ihre langjährige internationale Förderung war auch der 1. Preis bei der YCA, dem Vorspiel bei den Young Concert Artists in New York. Die vier Musiker waren von 2012 bis 2016 Artistes en Résidence de la Chapelle Reine Élisabeth in Brüssel. Seit 2015 werden sie durch die Stiftung der Groupe Banque Populaire sowie der Fondation Singer-Polignac in Paris gefördert.

### Kritiken
„Starke Persönlichkeit, die Schönheit ihres Klanges und ihre hohe Präzision, gepaart mit eigener Ausstrahlung und Vorstellungskraft.“

„Packende Verbindung von Entschlossenheit und Tiefe.“